# Millicent Simmonds
Millicent Simmonds est une actrice américaine, née le 6 mars 2003 à Bountiful (Utah).
Elle est révélée par son rôle dans Le Musée des Merveilles de Todd Haynes (2017) et la saga Sans un bruit.

## Biographie

### Jeunesse et formation
Millicent Simmonds naît le 6 mars 2003, dans l'Utah, où elle vit à Bountiful. À douze mois, elle perd son audition à cause d’une surdose médicamenteuse. À trois ans, elle rentre à The Jean Massieu School of the Deaf, une école spécialisée pour les sourds, où elle participe au club de théâtre. En automne 2015, elle intègre le collège à The Mueller Park Junior High School.
Bien avant Le Musée des Merveilles (Wonderstruck) de Todd Haynes, elle participe au Festival de Shakespeare de l’Utah (« Utah Shakespeare Festival ») à Cedar City et au court-métrage Color the World réalisé par un étudiant sourd, sa toute première expérience cinématographique,.

### Carrière

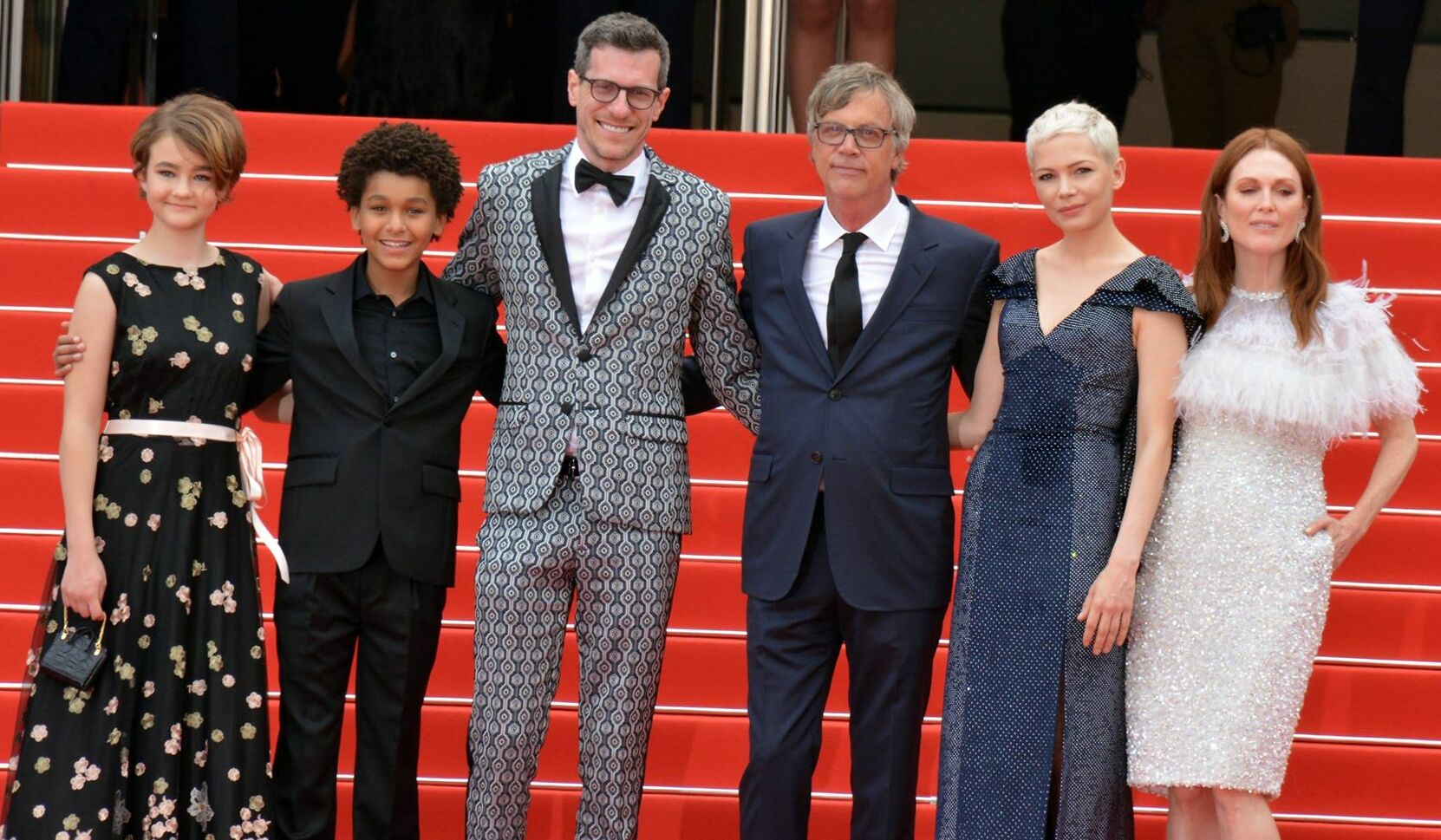
Millicent Simmonds et son équipe au Festival de Cannes 2017.

Grâce à son professeur d’art dramatique, Millicent Simmonds apprend que la production Killer Films adapte le roman Wonderstruck de Brian Selznick à l'écran, qu'elle a déjà lu en pleine publication en 2011 : elle se rend donc à une audition avec les 250 participants et obtient le rôle de Rose dans Le Musée des Merveilles de Todd Haynes. Avec sa mère et ses frères, elle part à New York pour le tournage en mai 2016 aux côtés de l’interprète de langue des signes américaine Lynette Taylor. Ce film est présenté, en sélection officielle, en avant-première mondiale, le 18 mai 2017 au Festival de Cannes.
Dans son long métrage suivant, le film d'horreur Sans un bruit (A Quiet Place) de John Krasinski, elle est choisie pour interpréter la fille du couple constitué par John Krasinski lui-même et Emily Blunt en septembre 2017 ; pour plusieurs raisons, le réalisateur ne voulait pas « une actrice entendante faisant la sourde ».
En 2018 et 2019, elle apparaît dans deux épisodes la série télévisée Andi (Andi Mack).
En février 2019, The Hollywood Reporter annonce des discussions sur le retour possible d’Emily Blunt, de Millicent Simmonds et de Noah Jupe pour la suite Sans un bruit 2 (A Quiet Place: Part II) sous la réalisation de John Krasinski. En mai, elle fait partie des invités vedettes dans la seconde saison de la série télévisée This Close, créée par Shoshannah Stern et Joshua Feldman, qui sera diffusée en septembre de la même année sur SundanceTV. En octobre, Deadline annonce qu’elle incarnera un rôle primordial Jen, une jeune fille sourde arrogante et mystérieuse qui cherche à réfugier dans un monde intérieur assez imaginaire, dans un pilote de la série Close Up, prochainement diffusée sur la chaîne Freeform.
En octobre 2021, elle est engagée dans le rôle de l'autrice, conférencière et militante politique sourde-aveugle Helen Keller (1880-1968) dans Helen and Teacher de Wash Westmoreland, aux côtés de l'actrice Rachel Brosnahan qui y jouera Anne Sullivan.
En février 2023, elle est choisie, aux côtés de Lena Headey, Yara Shahidi, Isabela Merced, Lana Condor et Iris Apatow dans le thriller Ballerina Overdrive de Vicky Jewson.

## Engagement
En mai 2017, le journaliste Liesl Nielsen du KSL rapporte que « Millie Simmonds prévoit de continuer à jouer au cinéma et à défendre la communauté des Sourds » (« Millie plans to continue both acting and advocating for the deaf community »).

## Filmographie

### Cinéma

#### Longs métrages
- 2017 : Le Musée des Merveilles (Wonderstruck) de Todd Haynes : Rose
- 2018 : Sans un bruit (A Quiet Place) de John Krasinski : Regan Abbott
- 2021 : Sans un bruit 2 (A Quiet Place: Part II) de John Krasinski : Regan Abbott[10]

#### Courts métrages
- 2015 : Color the World de Juliette Hansen : la fille
- 2022 : Bumblebees de Sebastian Sdaigui : Athena

### Télévision

#### Téléfilm
- 2020 : Close Up d'Alex Kalymnios : Jen[12]

#### Séries télévisées
- 2018-2019 : Andi (Andi Mack) : Libby (2 épisodes)
- 2019 : This Close : Emmaline (saison 2, épisode 2 : No Place Like Home)[11]

## Distinctions

### Récompense
- Hollywood Critics Association 2020 : prix de la « Prochaine génération »[16]

### Nominations
- Le Musée des Merveilles :
  - Critics' Choice Movie Awards 2017 : Meilleur espoir
  - Florida Film Critics Circle Awards 2017 : Prix Pauline Kael
  - Seattle Film Critics Society Awards 2017 : Meilleure jeune comédienne
  - Women Film Critics Circle 2017 : Meilleure jeune actrice
  - Saturn Awards 2018 : Meilleur jeune actrice
  - Young Artist Awards 2018 : Meilleure actrice dans un film
- Sans un bruit :
  - Critics' Choice Movie Awards 2018 : Meilleur espoir
  - Washington DC Area Film Critics Association 2018 : Meilleure jeune actrice